# Abambres
Abambres es una freguesia portuguesa del municipio de Mirandela, con 18,68 km² de superficie y 347 habitantes (2011). Su densidad de población es de 21,2 hab/km².